# اس‌اس ویراوا
اس‌اس ویراوا (به انگلیسی: SS Virawa) یک کشتی بود. این کشتی در سال ۱۸۹۰ ساخته شد.